# Tapirira chimalapana
Tapirira chimalapana là một loài thực vật thuộc họ Anacardiaceae. Đây là loài đặc hữu của México.